# Muellerites juniperi
Muellerites juniperi är en svampart som först beskrevs av E. Müll. & Arx, och fick sitt nu gällande namn av L. Holm 1968. Muellerites juniperi ingår i släktet Muellerites, ordningen Chaetothyriales, klassen Eurotiomycetes, divisionen sporsäcksvampar och riket svampar.   Inga underarter finns listade i Catalogue of Life.